# А у руке Мандушића Вука биће свака пушка убојита
А у руке Мандушића Вука биће свака пушка убојита, изрека Петра II Петровића Његоша српског пјесника и мислиоца, владара и владике Црне Горе у спјеву Горски вијенац.

## Поријекло изреке
У завршном стиху Горског вијенца Владика Данило пружа своју пушку српском јунаку Вуку Мандушићу коме је у борбеном окршају поломљена његова и каже:
| „ | А у руке Мандушића Вука биће свака пушка убојита. | ” |

## Народна изрека у српском језику
| „ | Бој не бије свијетло оружје, већ бој бије срце у јунака. | ” |

## Примјер
Врхунски спортиста не мора имати најскупљу опрему. Каже му се ова изрека.

## Тумачење
Човијек је убојит, није пушка.